# Ludwig Bründl
Ludwig Bründl (Monaco di Baviera, 23 novembre 1946) è un ex calciatore tedesco occidentale, di ruolo attaccante.

## Palmarès

### Club
- Bundesliga: 1

Monaco 1860: 1965-1966
- Fußball-Regionalliga: 1

E. Braunschweig: 1973-1974

### Individuale
- Capocannoniere della Coppa UEFA: 1

1971-1972 (10 gol)